# Noon
Noon (zapis stylizowany: NOON), właściwie Mikołaj Bugajak (ur. 2 stycznia 1979 w Warszawie) – polski muzyk i kompozytor, instrumentalista, a także producent muzyczny i inżynier dźwięku, specjalista z zakresu masteringu. Właściciel studia Audio Games oraz współzałożyciel (wraz z Mikołajem Skalskim) studia S-33. Członek zespołu Grammatik, kolektywu Obrońcy Tytułu i duetów z Pezetem, Hattim Vattim i Żytem. Poza działalnością artystyczną prowadzi wytwórnię muzyczną Nowe Nagrania.
Noon został sklasyfikowany na 4. miejscu w rankingu 20 najlepszych polskich producentów hip-hopowych według czasopisma Machina.

## Życiorys
Noon (dawniej pod pseudonimem Komay), karierę rozpoczął z zespołem Grammatik wraz z którym w roku 1998 wydał płytę EP. Album, po dograniu kilku utworów, został wydany w wytwórni Blend Records jako EP +. W 2000 roku wydano kolejny album zespołu pt. Światła miasta. Promowały go single „Friko” i „Nie ma skróconych dróg”, do których zostały nakręcone teledyski. Po jej wydaniu Noon opuścił Grammatik przez, jak powiedział w jednym z wywiadów, „świadomość tego, że mógłby z nimi robić tylko to samo, a niespecjalnie interesuje go samopowielanie”.
Także w 2000 roku Bugajak nagrał solowy album Bleak Output. Płyta początkowo została wydana tylko w Holandii (dDrecords; CD-MM-002; 2000), by w 2001 ukazać się na także rynku polskim w oddziale wytwórni Asfalt Records – Teeto Records. Bleak Output doczekała się reedycji w 2004 roku, poszerzona o utwory: niewydane wcześniej „Near Escape” i „Near Escape (Supra Remix)” oraz „Vision” i „Bonus Breakz” z singla „Vision”.
W międzyczasie, tj. w 2001, Noon nagrał wraz ze szczecińskim DJ-em Twisterem 11-minutowy singel „Vision”. Nie zapowiadał on żadnego albumu. Także w 2001 roku Noon wyprodukował remiks utworu „Rozmowa”, na singel Łony pod tym samym tytułem.
Po solowej płycie Noon rozpoczął współpracę z warszawskim raperem Pezetem. 5 kwietnia 2002 ukazał się ich pierwszy album zatytułowany Muzyka Klasyczna. Gościnnie na albumie wystąpili Mes, Fokus, Grammatik, Małolat i Ash. Album był promowany przez dwa single: „Re-fleksje” i „Seniorita (Gorąca krew)”. Do obu utworów zostały zrealizowane teledyski.
W 2003 roku Noon nagrał album pt. Gry studyjne. Do tytułowego utworu został nagrany teledysk. O albumie twórca mówił następująco:

„Gry studyjne” to kolaż prawie 400 urywków muzycznych pozyskanych wyłącznie ze starych płyt analogowych, w zdecydowanej większości polskich. To również mix klasycznych, hip-hopowych technik tworzenia dźwięków z nowoczesną, swobodnie interpretowaną rytmiką. „Gry studyjne” to przede wszystkim mix emocji, z jednej strony destrukcyjnych, ponurych i biograficznych, a z drugiej prostych i dobrych. Mix rozpaczy i nadziei, w ambitnych założeniach muzyka totalna.

Rok 2004 przyniósł kolejny album kooperacji Pezet/Noon pod nazwą Muzyka Poważna. Album promowały single: „Nie jestem dawno” i „Szósty zmysł”, do których nakręcono teledyski. Kilka miesięcy później został wydany singel „Szósty zmysł” w opakowaniu bez poligrafii. Można było na nim usłyszeć (oprócz oryginalnej wersji utworu) remix szczecińskiego producenta Webbera, oraz oba utwory w wersjach radiowych.
Noon wystąpił gościnnie w utworze zespołu 2cztery7 „Zwykle nie rapują, ale...” z albumu Funk – dla smaku. W roku 2005 Noon stworzył podkład do utworu „Siedem dni” na składankę U Ciebie w mieście 2. Powstał również teledysk do utworu „W branży”. Teledysk ten promuje podwójne wydawnictwo Embargo Nagrania Pozycje obowiązkowe vol. 1: Muzyka Klasyczna/Muzyka Poważna. Zestaw ten zawiera Muzykę Poważną oraz Muzykę Klasyczną rozszerzoną o utwory „Siedem dni” i „Mantra”.
Utwór Noona „Soker” znalazł się na składance dołączonej do 25. numeru „Notesu na sześć tygodni”. Noon na jesień roku 2006 planował wydanie swojego trzeciego albumu solowego 8 bitów, jednak nie był zadowolony z ostatecznego efektu i zrezygnował z jego publikacji. 18 stycznia 2008 roku została wydana trzecia solowa płyta Noona pt. Pewne sekwencje.
Na 14 października 2010 zaplanowano premierę nowego albumu solowego artysty, zatytułowanego Strange sounds and inconceivable deeds. Noon zdecydował się zrezygnować z wydania albumu podpisanego pseudonimem i płyta była sygnowana imieniem i nazwiskiem. 30 sierpnia 2011 nakładem firmy Nowe Nagrania ukazała się reedycja debiutu Noona pt. Bleak Output Max. Pod koniec 2014 r. wydał z Piotrem Kalińskim (Hatti Vatti) płytę HV/Noon.
20 kwietnia 2018 roku miała miejsce premiera czwartego solowego albumu artysty, podpisanego swoim pseudonimem, pt. Algorytm.

## Dyskografia

### Albumy
Opracowano na podstawie materiału źródłowego.
| Tytuł                                  | Dane dot. albumu                                      | Wykonawca       | Uwagi                         | Pozycja na liście |
| Tytuł                                  | Dane dot. albumu                                      | Wykonawca       | Uwagi                         | POL               |
| -------------------------------------- | ----------------------------------------------------- | --------------- | ----------------------------- | ----------------- |
| EP                                     | - Data: 1998 - Wydawca: brak                          | Grammatik       | nielegal                      | –                 |
| Unreleased                             | - Data: 1998 - Wydawca: brak                          | Noon            | bootleg                       | –                 |
| EP+                                    | - Data: 27 września 1999 - Wydawca: Blend Records     | Grammatik       | –                             | –                 |
| Bleak Output                           | - Data: 2000 - Wydawca: dDrecords                     | Noon            | –                             | 14 (reedycja)     |
| Światła miasta                         | - Data: 30 października 2000 - Wydawca: T-1 Teraz     | Grammatik       | –                             | –                 |
| Muzyka klasyczna                       | - Data: 5 kwietnia 2002 - Wydawca: T1-Teraz           | Pezet/Noon      | –                             | 10                |
| Gry studyjne                           | - Data: 26 czerwca 2003 - Wydawca: Teeto Records      | Noon            | EP                            | 47 (reedycja)     |
| Muzyka poważna                         | - Data: 22 kwietnia 2004 - Wydawca: EmbargoNagrania   | Pezet/Noon      | –                             | 3                 |
| Instrumentale                          | - Data: październik 2005 - Wydawca: EmbargoNagrania   | Pezet/Noon      | EP, kompilacja                | –                 |
| Pewne sekwencje                        | - Data: 18 stycznia 2008 - Wydawca: Asfalt Records    | Noon            | EP                            | 94                |
| Strange sounds and inconceivable deeds | - Data: 14 października 2010 - Wydawca: Nowe Nagrania | Mikołaj Bugajak | –                             | –                 |
| Muzyka klasyczna                       | - Data: 11 listopada 2011 - Wydawca: Nowe Nagrania    | Noon            | wydanie instrumentalne        | –                 |
| Muzyka poważna                         | - Data: 2011 - Wydawca: Nowe Nagrania                 | Noon            | wydanie instrumentalne        | –                 |
| Bleak Output Max                       | - Data: 2011 - Wydawca: Nowe Nagrania                 | Noon            | reedycja, wydanie rozszerzone |                   |
| Bleak Outtakes                         | - Data: 2011 - Wydawca: brak                          | Noon            | bootleg                       |                   |
| HV/Noon                                | - Data: 1 grudnia 2014 - Wydawca: Nowe Nagrania       | HV/Noon         | –                             | 31                |
| Versions                               | - Data: 6 listopada 2015 - Wydawca: Nowe Nagrania     | HV/Noon         | –                             | –                 |
| Algorytm                               | - Data: 20 kwietnia 2018 - Wydawca: Nowe Nagrania     | Noon            | EP                            | –                 |
| Nobody Nothing Nowhere                 | - Data: 22 lutego 2020 - Wydawca: Nowe Nagrania       | Noon            | EP                            | –                 |
| Morza południowe                       | - Data: 18 czerwca 2021 - Wydawca: Nowe Nagrania      | Żyto/Noon       | –                             | 14                |
| Glitchy Praga                          | - Data: 2 września 2024 - Wydawca: Nowe Nagrania      | Żyto/Noon       | –                             | 6                 |
| „–” album nie był notowany.            |                                                       |                 |                               |                   |

### Single
Opracowano na podstawie materiału źródłowego.
| „Friko/Wiatruczas”                    | 2000 | 32 | – | Światła miasta   | Grammatik           |
| „Vision”                              | 2002 | 5  | – | pozaalbumowy     | oraz DJ Twister     |
| „Szósty zmysł”                        | 2004 | 5  | – | Muzyka poważna   | Pezet-NOON          |
| „Nie jestem dawno”                    | 2004 | 3  | 5 | Muzyka poważna   | Pezet-NOON          |
| „Live at Polin”                       | 2017 | –  | – | pozaalbumowy     | koncertowy          |
| „Rap robię 2017”                      | 2017 | –  | – | pozaalbumowy     | Pezet-NOON          |
| „Rian”                                | 2018 | –  | – | Algorytm         | –                   |
| „Moja historia 2”                     | 2018 | –  | – | pozaalbumowy     | Grammatik           |
| „Warszawska bajka o street foodzie”   | 2019 | –  | – | pozaalbumowy     | oraz Vienio         |
| „Fourties are getting restless/Trion” | 2020 | –  | – | pozaalbumowy     | split z Normal Bias |
| „Astra (Instrumental)”                | 2021 | –  | – | pozaalbumowy     | –                   |
| „Ciecz”                               | 2021 | –  | – | Morza południowe | Żyto/NOON           |
| „Tola”                                | 2021 | –  | – | Morza południowe | Żyto/NOON           |
| „Mewa”                                | 2021 | –  | – | Morza południowe | Żyto/NOON           |
| „Rian”                                | 2021 | –  | – | Morza południowe | Żyto/NOON           |
| „Ladk Zdrj”                           | 2021 | –  | – | Morza południowe | Żyto/NOON           |
| „Słońce i plaża”                      | 2021 | –  | – | Morza południowe | Żyto/NOON           |
| „Fire Games”                          | 2021 | –  | – | pozaalbumowy     | –                   |
| „Muzyka dla elit”                     | 2021 | –  | – | Morza południowe | Żyto/NOON           |
| „–” singel nie był notowany.          |      |    |   |                  |                     |

Inne notowane utwory
| „Nie ma skróconych dróg”    | 2001 | 16 | –  | Grammatik  | Światła miasta   |
| „Re-fleksje”                | 2002 | 7  | 20 | Pezet-NOON | Muzyka klasyczna |
| „Seniorita (Gorąca krew)”   | 2002 | 6  | 21 | Pezet-NOON | Muzyka klasyczna |
| „W branży”                  | 2006 | 31 | –  | Pezet-NOON | Muzyka poważna   |
| „–” utwór nie był notowany. |      |    |    |            |                  |

### Inne
Opracowano na podstawie materiału źródłowego.
| Wydawnictwo                                                  | Rok  | Udział |
| ------------------------------------------------------------ | ---- | --- |
| Elemer – Nadejdzie świt                                      | 2000 | produkcja utworu „Nienawiść” |
| Afro Kolektyw – Płyta pilśniowa                              | 2001 | miksowanie utworu „Dopsz bujam” |
| Elemer – Poszło w biznes                                     | 2001 | miksowanie i mastering |
| Łona – Koniec żartów                                         | 2001 | miksowanie i mastering |
| Łona – „Rozmowa” (singiel)                                   | 2001 | produkcja utworu „Rozmowa (Smutny Bóg remix)” |
| Fenomen – Efekt                                              | 2001 | produkcja utworu „Szansa” |
| Echo – Po prostu Echo                                        | 2001 | miksowanie i mastering |
| O$ka – Kompilacja 2                                          | 2001 | realizacja nagrania utworu „Map problem” |
| WWO – We własnej osobie                                      | 2002 | produkcja utworu „Bezsenne noce” |
| JuNouMi Records EP Vol. 1 (kompilacja JuNouMi Records)       | 2002 | wykonanie utworu „Intro” (z DJ-em Romkiem) |
| Łona – „Hiphop non stop/Nie słuchać przed 2050 r.” (singiel) | 2002 | mastering |
| White House – Kodex                                          | 2002 | miksowanie i mastering |
| WWO – „Nie bój się zmiany na lepsze” (singiel)               | 2003 | produkcja utworów „Bezsenne noce” i „Bezsenne noce (instrumental)”                                                                                  |
| Indy & Wich – „Ještě Pořád.../Originalny Pilsner” (singiel)  | 2003 | miksowanie i mastering |
| Flexxip – Ten Typ Mes i Emil Blef - Fach                     | 2003 | miksowanie, mastering i produkcja wykonawcza |
| Endefis – O tym, co widzisz na oczy                          | 2003 | produkcja utworu „To przyszło z wiekiem” |
| Fenomen – Sam na sam                                         | 2003 | miksowanie, mastering i realizacja nagrań |
| Eis – Gdzie jest Eis?                                        | 2003 | produkcja utworu „Teraz albo nigdy”, miksowanie, realizacja nagrań utworów „5 sekund” i „Teraz albo nigdy”                                          |
| Fenomen – „Ludzie przeciwko ludziom” (singiel)               | 2003 | miksowanie, mastering i realizacja nagrań |
| Eis – „Teraz albo nigdy” (singiel)                           | 2003 | produkcja, miksowanie, mastering, realizacja nagrania                                                                                               |
| Łona – Nic dziwnego                                          | 2004 | miksowanie i mastering |
| Ten Typ Mes – Alkopoligamia: zapiski typa                    | 2005 | miksowanie |
| Szybki Szmal Mistape 2005 (kompilacja Szybkiego Szmalu)      | 2005 | głos w utworze „Skit #4” |
| 2cztery7 – Funk – dla smaku                                  | 2005 | rap w utworze „Zwykle nie rapują...” |
| Eldo – 27                                                    | 2007 | mastering |
| Łona i Webber – Absurd i nonsens                             | 2007 | mastering |
| Welcome to the Canteen (kompilacja Canteen)                  | 2007 | wykonanie utworów „So raw” i „Etron” |
| Emazet – „Jeden/Ładuj” (singiel)                             | 2007 | mastering |
| Magik & Crusade – Seriöse Radschläge                         | 2007 | mastering |
| Emazet – „Absurd/Punkty zwrotne” (singiel)                   | 2008 | mastering |
| Proceente – „2012/Podróż do źródeł czasu” (singiel)          | 2008 | mastering |
| Amenofils – La Prophétie De Samarra                          | 2009 | mastering |
| Benzyna – Benzyna                                            | 2010 | mastering |
| VNM – De Nekst Best                                          | 2011 | mastering wszystkich utworów z wyłączeniem „Flaj” i „Placek z haszem (Grube jointy)”                                                                |
| Kensee – Chameleon                                           | 2011 | mastering wszystkich utworów z wyłączeniem „Sameshitanotherday”. „Hippisi”, „Tonz”, „Zen Garden (Remix)”, „Läffy Täffy (Remix)” i „Tell Me (Remix)” |
| Eltron John – Electric Worldlife                             | 2012 | mastering |
| Twin Peaks & The Returners – Mount Crushmore                 | 2012 | mastering |
| I Love LBN Mixtape (kompilacja Backstage Records)            | 2012 | produkcja utworu „Szansa” |
| Rasmentalism – Dobra muzyka, ładne życie                     | 2013 | remastering |
| Egzegeza – Księga słów                                       | 2013 | mastering |
| 3mosty – Jestem z miejsca                                    | 2013 | produkcja utworu „Nie chcę” |
| En2ak – Kamikaze Broccoli                                    | 2016 | mastering |
| Ms. Obsession – Manekin                                      | 2017 | mastering i miksowanie utworu „Wyobraźnia” |
| Eltron – Le volte EP                                         | 2018 | mastering wszystkich utworów z wyłączeniem „La Prima (Basic Soul Unit remix)”                                                                       |
| Psychocukier – Antypody umysłu                               | 2018 | miksowanie, mastering, kompozycje, instrumenty elektroniczne, produkcja i zdjęcia                                                                   |
| Rhythm Baboon – W-Life EP                                    | 2019 | mastering |
| Eis – „Gdzie jest Eis?” (singiel)                            | 2021 | miksowanie, produkcja utworu „Teraz albo nigdy” |
| JUNECINEMA, Big Flowers – mayflowah!                         | 2021 | udział gościnny w utworze „Mayflowah” |